# كأس السوبر الفلسطيني لقطاع غزة
كأس السوبر الفلسطيني للمحافظات الجنوبية هي بطولة سوبر من فلسطين كأي سوبر بين بطلين ولكن هذه البطولة تلعب بين أندية قطاع غزة تأسست عام 2000 وأول نادي حصل عليها هو اتحاد الشجاعية و يعتبر شباب رفح الأكثر تتويجاً بها ب 4 ألقاب.

## السنوات
| حامل الكأس     | الوصيف       | الموسم الرياضي |
| -------------- | ------------ | -------------- |
| شباب رفح       | خدمات رفح    | 2020           |
| اتحاد الشجاعية | خدمات رفح    | 2019           |
| شباب رفح       | شباب خانيونس | 2018           |
| شباب رفح       | الصداقة      | 2017           |
| خدمات رفح      | شباب خانيونس | 2016           |
| اتحاد الشجاعية | شباب خانيونس | 2015           |
| شباب رفح       | خدمات رفح    | 2014           |
| شباب رفح       | الصداقة      | 2013           |
| اتحاد الشجاعية | خدمات رفح    | 2000           |

## إحصائيات
| النادي         | عدد مرات الفوز | عدد مرات الوصافة | سنوات الفوز                      |
| -------------- | -------------- | ---------------- | -------------------------------- |
| شباب رفح       | 5              | –                | 2013 ، 2014 ، 2017 ، 2018 ، 2020 |
| اتحاد الشجاعية | 3              | –                | 2000 ، 2015 ، 2019               |
| خدمات رفح      | 1              | 4                | 2016                             |
| شباب خانيونس   | –              | 3                | -                                |
| الصداقة        | –              | 2                | -                                |

## المشاركات
جميع الفرق المشاركة عبر التاريخ.
| الفريق         | عدد مشاركاته |
| -------------- | ------------ |
| شباب رفح       | 5            |
| خدمات رفح      | 5            |
| اتحاد الشجاعية | 3            |
| شباب خانيونس   | 3            |
| الصداقة        | 2            |